# Famiglia Vibilia
La famiglia di asteroidi Vibilia è una famiglia di asteroidi della fascia principale del sistema solare caratterizzati da parametri orbitali simili; deve il suo nome all'oggetto principale che vi appartiene, l'asteroide Vibilia, appunto. Si ritiene solitamente che i corpi appartenenti ad una medesima famiglia asteroidale condividano un'origine comune.

## Prospetto
Segue un prospetto dei principali asteroidi appartenenti alla famiglia.
| Nome | Nome    | Diametro medio | Semiasse maggiore | Inclinazione orbitale | Eccentricità | Scoperta |
| ---- | ------- | -------------- | ----------------- | --------------------- | ------------ | -------- |
| 144  | Vibilia | 141,8 km       | 2,655 UA          | 4,81°                 | 0,235        | 1875     |